# Rasnitsynites tarsalis
Rasnitsynites tarsalis là một loài tò vò trong họ Ichneumonidae.